# Rikssvenskar
Rikssvenskar är enligt finlandssvenskt språkbruk svenskar som bor i Sverige, i motsats till svenskar som inte bor i Sverige, såsom finlandssvenskar och estlandssvenskar. Såväl det standardspråk som talas i Sverige som de i Sverige förekommande dialekterna kan därvid kallas rikssvenska, medan den i Finland använda finlandssvenska standardspråkformen kallas standardfinlandssvenska eller, i synnerhet tidigare, högsvenska.